# Sabine Ladstätter

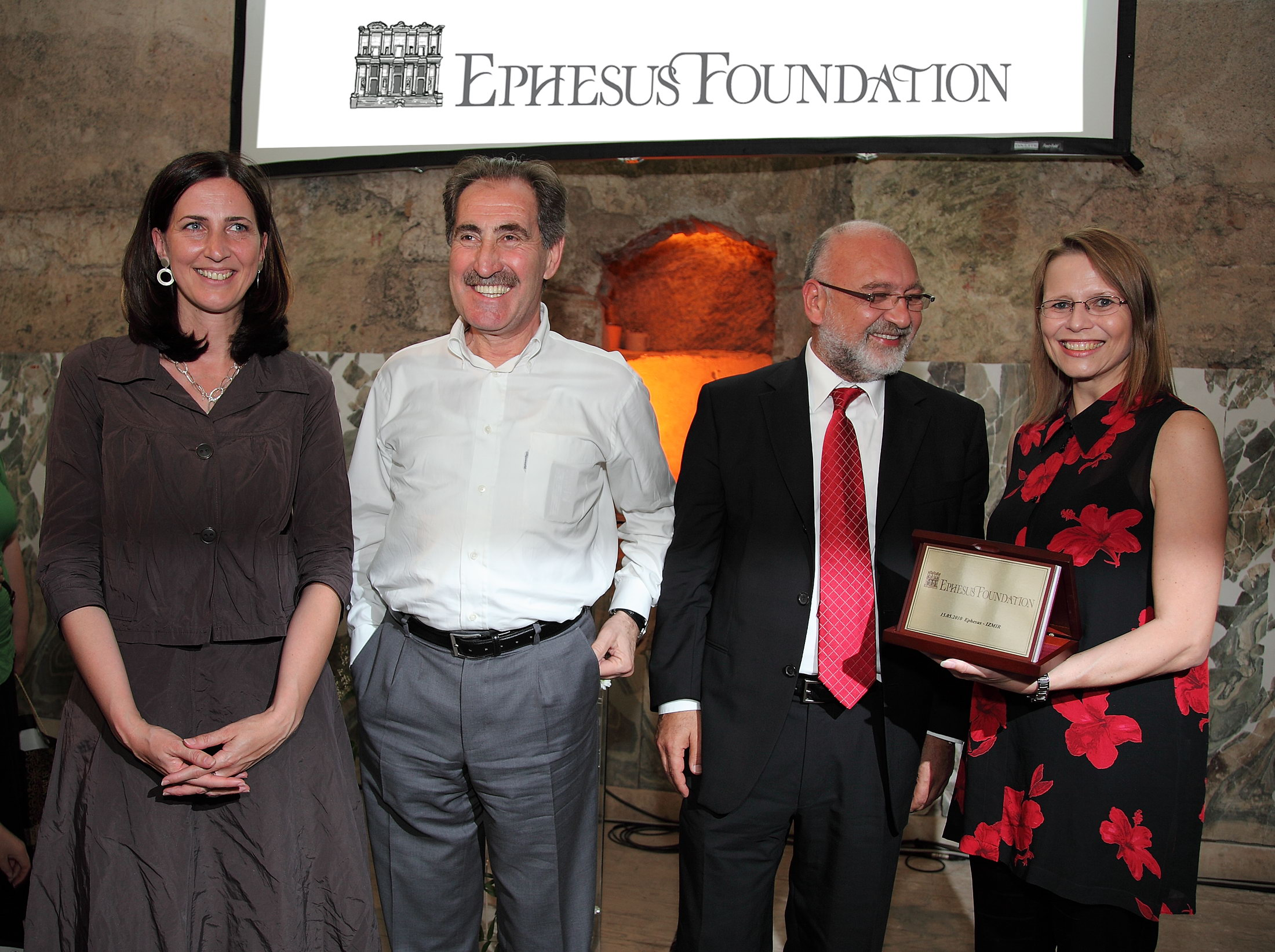
Sabine Ladstätter bei der Gründung der internationalen Ephesos-Stiftung (links neben dem türkischen Kultur- und Fremdenverkehrsminister Ertuğrul Günay), rechts die österreichische Wissenschaftsministerin Beatrix Karl, 2010

Sabine Ladstätter (* 22. November 1968 in Klagenfurt als Sabine Schretter; †  3. Juni 2024) war eine österreichische Klassische Archäologin. Sie war von 2009 bis 2024 Direktorin des Österreichischen Archäologischen Instituts (ÖAI).

## Leben und Werk
Ladstätter wurde 1968 in Klagenfurt als Tochter des FPÖ-Landtagsabgeordneten Fritz Schretter geboren und wuchs in Tainach auf. Nach dem Besuch des Gymnasiums in Völkermarkt absolvierte sie von 1986 bis 1992 ein Diplomstudium der Klassischen Archäologie und der Alten Geschichte und Altertumskunde an der Universität Graz. 1992 erlangte sie mit der Arbeit Die griechische Münzsammlung des Instituts für Alte Geschichte an der Karl-Franzens-Universität Graz ihr Diplom zur Mag. phil.  und übernahm von 1992 bis 1998 die örtliche Grabungsleitung der Universität Wien auf dem Hemmaberg, dessen Fundmaterial sie von 1993 bis 1995 bearbeitete. Ladstätter absolvierte von 1993 bis 1997 an der Universität Wien ihr Doktoratsstudium mit Studienaufenthalten 1994 im Rahmen von Stipendien in Ljubljana und Athen. Von 1994 bis 1996 belegte sie an der Universität Wien ein Ergänzungsstudium der Ur- und Frühgeschichte.
1997 wurde sie mit der Arbeit Von Mediterraneum zur provincia Slaborum unter der Betreuung von Franz Glaser und Friedrich Krinzinger promoviert. 1993 leitete Ladstätter eine Notgrabung in Feldkirchen. Von 1995 bis 1997 war sie wissenschaftliche Mitarbeiterin des Ephesos-Projektes und bearbeitete die Keramikfunde aus dem Hanghaus 2. Ab 1996 nahm sie unter der Leitung von Stefan Karwiese und Friedrich Krinzinger jährlich an den Grabungen in Ephesos teil; von 1996 bis 2002 sowie 2004 leitete sie die Grabung im Hanghaus 2 in Ephesos.
Sie war 1997/98 wissenschaftliche Mitarbeiterin an der Forschungsstelle Archäologie der Österreichischen Akademie der Wissenschaften (ÖAW), bearbeitete die spätantiken Funde aus dem Legionslager von Carnuntum und war von 1998 bis 2007 wissenschaftliche Mitarbeiterin an der Forschungsstelle Archäologie bzw. dem Institut für Kulturgeschichte der Antike der ÖAW (Koordination und Durchführung der Keramikforschung in Ephesos sowie Publikation des Hanghauses 2).
Ladstätter war von 2001 bis 2007 stellvertretende geschäftsführende Direktorin des Instituts für Kulturgeschichte der Antike der ÖAW. Ab 2007 war sie wissenschaftliche Angestellte des ÖAI als stellvertretende Leiterin und seit April 2010 Leiterin der Grabung Ephesos. Wissenschaftsminister Johannes Hahn bestellte Ladstätter ab Oktober 2009 zur neuen Direktorin des 1898 gegründeten Österreichischen Archäologischen Instituts (ÖAI) und damit zur Nachfolgerin von Johannes Koder, der das Institut seit 2007 interimistisch geleitet hatte, sie war damit die erste Frau in dieser Funktion.
Sabine Ladstätter führte die Verhandlungen zur Eingliederung des ÖAI in die Österreichische Akademie der Wissenschaften, die 2016 erfolgreich abgeschlossen wurde. Gleichzeitig legte sie auch den Grundstein für die Institutionalisierung der naturwissenschaftlichen Archäologie am Institut: Archäozoologie, Biologische Anthropologie, Archäobotanik, Petrographie und Keramologie. Unter Sabine Ladstätters Vermächtnis als ÖAI-Direktorin fällt auch die Vereinigung mit den ÖAW-Partnerinstituten OREA und IKAnt per 1. Jänner 2021. Im Vorfeld der räumlichen Zusammenführung der ursprünglich drei Institute an den Standort Wiener Postsparkasse verhandelte sie als Geschäftsführende Direktorin des Gesamtinstituts die Finanzierungen für die Errichtung umfangreicher Laborräumlichkeiten, deren Bau erst 2024 seinen Abschluss fand.
Bis Februar 2024 war Sabine Ladstätter geschäftsführende Direktorin des ÖAI. Die Grabungsleitung in Ephesos legte sie mit Ende 2023 zurück. Ihr langjähriger Stellvertreter Martin Steskal wurde 2024 zum neuen Grabungsleiter ernannt.
Ladstätter wirkte seit 2001 als Lektorin an der Universität Wien, wo sie sich 2007 mit der Arbeit Studien zur ephesischen Keramik von späthellenistischer bis spätantiker Zeit für das Fach Klassische Archäologie habilitierte. Sie beschäftigte sich insbesondere mit der antiken Metropole Ephesos und im Besonderen mit den Keramikfunden und widmete sich vielfach numismatischen und wirtschaftshistorischen Fragestellungen. Zu den weiteren Forschungsprojekten zählten von 2001 bis 2004 die Bearbeitung späthellenistischer und römischer Amphoren aus Ephesos, von 2002 bis 2006 die Leitung des Projekts Reliefbecher und Ephesos-Lampen aus Ephesos sowie 2003 die Bearbeitung der Keramik des Jupiter-Dolichenus-Heiligtums in Doliche (Kooperation mit der Forschungsstelle Asia Minor der Universität Münster). Seit 2005 bearbeitete Ladstätter die ptolemäisch-hellenistische Keramik in Aswan/Oberägypten (Kooperation mit dem Schweizerischen Institut für Ägyptische Bauforschung und Altertumskunde in Kairo).
Sabine Ladstätter starb nach längerer Krankheit im Juni 2024 im Alter von 55 Jahren. Sie wurde in Tainach bestattet.
Zum Gedenken an die herausragende Wissensvermittlerin Sabine Ladstätter erschienen zwei Pixi-Bücher für Schul- und Vorschulkinder, an denen sie an einem persönlich beteiligt war und eine tragende Rolle spielt. Die Publikationen werden kostenfrei an die Schüler verteilt.

## Auszeichnungen
- 2008: Korrespondierendes Mitglied des Deutschen Archäologischen Instituts
- 2011: Wissenschaftlerin des Jahres[9]
- 2013: Großes Ehrenzeichen des Landes Kärnten
- 2014: Wissenschaftsbuch des Jahres in der Kategorie Geistes-, Sozial- und Kulturwissenschaften für Knochen, Steine, Scherben. Abenteuer Archäologie, erschienen  2013 im Verlag Residenz[10]
- 2018: Korrespondierendes Mitglied der Österreichischen Akademie der Wissenschaften
- 2022: Kardinal-Innitzer-Preis Würdigungspreis für Geistes- und Sozialwissenschaften/Rechtswissenschaften[11]
- 2023: Wirkliches Mitglied der Österreichischen Akademie der Wissenschaften[12]

## Schriften (Auswahl)
- Die materielle Kultur der Spätantike in den Ostalpen. Eine Fallstudie am Beispiel der westlichen Doppelkirchenanlage auf dem Hemmaberg (= MPK Band 35). 2000.
- mit Verena Gassner, Sonja Jilek: Am Rande des Reiches: Die Römer in Österreich. Ueberreuter, Wien 2002, ISBN 3-8000-3772-6.
- (Hrsg.): Neue Forschungen zur Kuretenstraße von Ephesos. Akten des Symposions für Hilke Thür vom 13. Dezember 2006 an der Österreichischen Akademie der Wissenschaften (= Archäologische Forschungen. Band 15). Wien 2009.
- mit Norbert Zimmermann: Wandmalerei in Ephesos von hellenistischer bis in byzantinische Zeit. Phoibos, Wien 2010, ISBN 978-3-85161-035-2.
- Das Hanghaus 2 in Ephesos. Ein archäologischer Führer. Ege Yayınları, Istanbul 2012, ISBN 978-605-5607-94-4.
- mit Lois Lammerhuber, Niki Gail: Die Katzen von Ephesos = Epes'in Kedileri = The cats of Ephesos. Lammerhuber, Baden / Turkiye iş Kültür Yayınları, Istanbul 2012, ISBN 978-3-901753-38-1 / ISBN 978-605-360-929-2.
- Knochen, Steine, Scherben. Abenteuer Archäologie. Scherben erzählen Geschichte. Residenz Verlag, St. Pölten 2013, ISBN 9783701733163.
- mit Felix Pirson, Thomas Schmidts (Hrsg.): Häfen und Hafenstädte im östlichen Mittelmeerraum von der Antike bis in byzantinische Zeit – neue Entdeckungen und aktuelle Forschungsansätze. Istanbul, 30.5.–1.6.2011 (= Byzas Band 19). Ege Yayınları, Istanbul 2014, ISBN 978-605-4-70160-5.
- Die Türbe im Artemision. Ein frühosmanischer Grabbau in Ayasuluk/Selçuk und sein kulturhistorisches Umfeld (=  Sonderschriften des Österreichischen Archäologischen Instituts 53). Österreichisches Archäologisches Institut, Wien 2015, ISBN 978-3-900305-77-2.
- mit Michaela Binder (Hrsg.): Die Heilige vom Hemmaberg. Cold Case einer Reliquie. Verlag Holzhausen, Wien 2018, ISBN 978-3-903207-19-6.
- mit Falko Daim (Hrsg.): Ephesos in byzantinischer Zeit. Römisch-Germanisches Zentralmuseum, Mainz 2011, ISBN 978-3-88467-160-3.
- mit Paul Magdalino (Hrsg.): Ephesos from Late Antiquity until the Late Middle Ages. Proceedings of the International Conference at the Research Center for Anatilian Civilzations, Koç University, Istanbul, 30th November-2nd December 2012 (= Sonderschriften. Österreichisches Archäologisches Institut Band 58). Holzhausen, Wien 2019, ISBN 978-3-903207-42-4.